# Noshiro
Noshiro (Japans: 能代市, Noshiro-shi) is een havenstad in de prefectuur Akita in het noorden van Honshu, Japan. De stad heeft een oppervlakte van 426,74 km² en begin 2008 ruim 61.000 inwoners.
De stad is in Japan bekend door het basketbalteam van de Technische Hogeschool Noshiro (能代工業高校 Noshiro Kōgyō Kōkō).

## Geschiedenis
Noshiro werd op 1 oktober 1940 een stad (shi) door de samenvoeging van de gemeenten Noshirominato met de dorpen Shinonome (東雲村, Shinonome-mura) en Sakaki (榊村, Sakaki-mura).
Op 21 maart 2006 is Noshiro samengevoegd met de gemeente Futatsui (二ツ井町, Futatsui-machi).

## Verkeer
Noshiro ligt aan de Ou-hoofdlijn van de East Japan Railway Company.
Noshiro ligt aan de Akita-autosnelweg en aan de autowegen 7 en 101.

## Stedenband
Noshiro heeft een stedenband met
- Wrangell, Alaska, Verenigde Staten sinds 16 december 1960.

## Aangrenzende steden
- Kitaakita